# 몰의 날
몰의 날은 화학자들이 10월 23일 오전이나 오후 6시 2분에 기념하는 날이다. 이 시각을 미국식으로 표기하면 6:02 10/23이 되는데, 이는 아보가드로 수인 6.02×1023과 일치한다.

## 같이 보기
- 파이의 날